# Trachyrhinus mesillensis
Trachyrhinus mesillensis is een hooiwagen uit de familie Sclerosomatidae.